# Rauhenebrach
Rauhenebrach település Németországban, azon belül Bajorországban. Lakosainak száma 2837 fő (2023. december 31.).

## Népesség
A település népessége az elmúlt években az alábbi módon változott:
| Lakosok száma | 3009 | 2651 | 2964 | 2941 | 2911 | 2947 | 2908 | 2932 | 2836 | 2837 |
|               | 1970 | 1975 | 2011 | 2012 | 2014 | 2015 | 2017 | 2019 | 2022 | 2023 |